# Michael Thiem
Michael Thiem (* 24. August 1968 in Esslingen am Neckar) ist ein deutscher Journalist und Autor. 2001 wurde er zusammen mit Thilo Knott für eine Reportage in der Eßlinger Zeitung über illegalen Internethandel mit Anabolika mit dem renommierten Theodor-Wolff-Preis ausgezeichnet. Von 2007 bis April 2016 arbeitete er als Redakteur bei der Medienagentur C3 Creative Code and Content GmbH in Stuttgart. Seit Mai 2016 ist er Gründer und Geschäftsführer der campra GmbH – Büro für Kommunikation. Thiem wohnt in Ebersbach an der Fils, ist verheiratet und Vater einer Tochter.

## Leben
Nach dem Volontariat bei der Eßlinger Zeitung arbeitete Michael Thiem von 1993 bis 2006 in der Sportredaktion. Im Januar 2007 wechselte der frühere Handballer des TV Altbach zum Stuttgarter Redaktionsbüro Head-Line – Die Redaktion. Michael Thiem gehört zu den Gründungsmitgliedern der Billard-Vereinigung Die Schwarze Neun.

## Autoren-Tätigkeit
- Und jetzt fehlt nur noch John Wayne. Verlag Reise Know-How, Hamburg, 1994
- Passion Porsche: Perspektive, Passion. Piper-Verlag, München, 2008, ISBN 978-3-492-05229-0
- VfB Stuttgart – Impressionen, Chronik, Einblicke. Piper-Verlag, München, 2013, ISBN 978-3-492-05563-5

## Auszeichnungen
- 1997: Journalistenpreis des Landessportverband Baden-Württemberg (LSV) für die Sportredaktion der Eßlinger Zeitung.
- 1999: Ehrenpreis „Serie“ der Robert-Bosch-Stiftung für die Lokalsport-Serie der Eßlinger Zeitung: „Türe auf für das Ehrenamt“.
- 2001: Theodor-Wolff-Preis für Illegale Ware aus dem globalen Doping-Dorf in der Eßlinger Zeitung vom 15./16. Januar 2000.
- 2005: 2. Platz Lokalsport-Journalistenpreis des Verbands Deutscher Sportjournalisten (VDS) für Agenten des Sports vom 8. Dezember 2004.